# High dynamic range

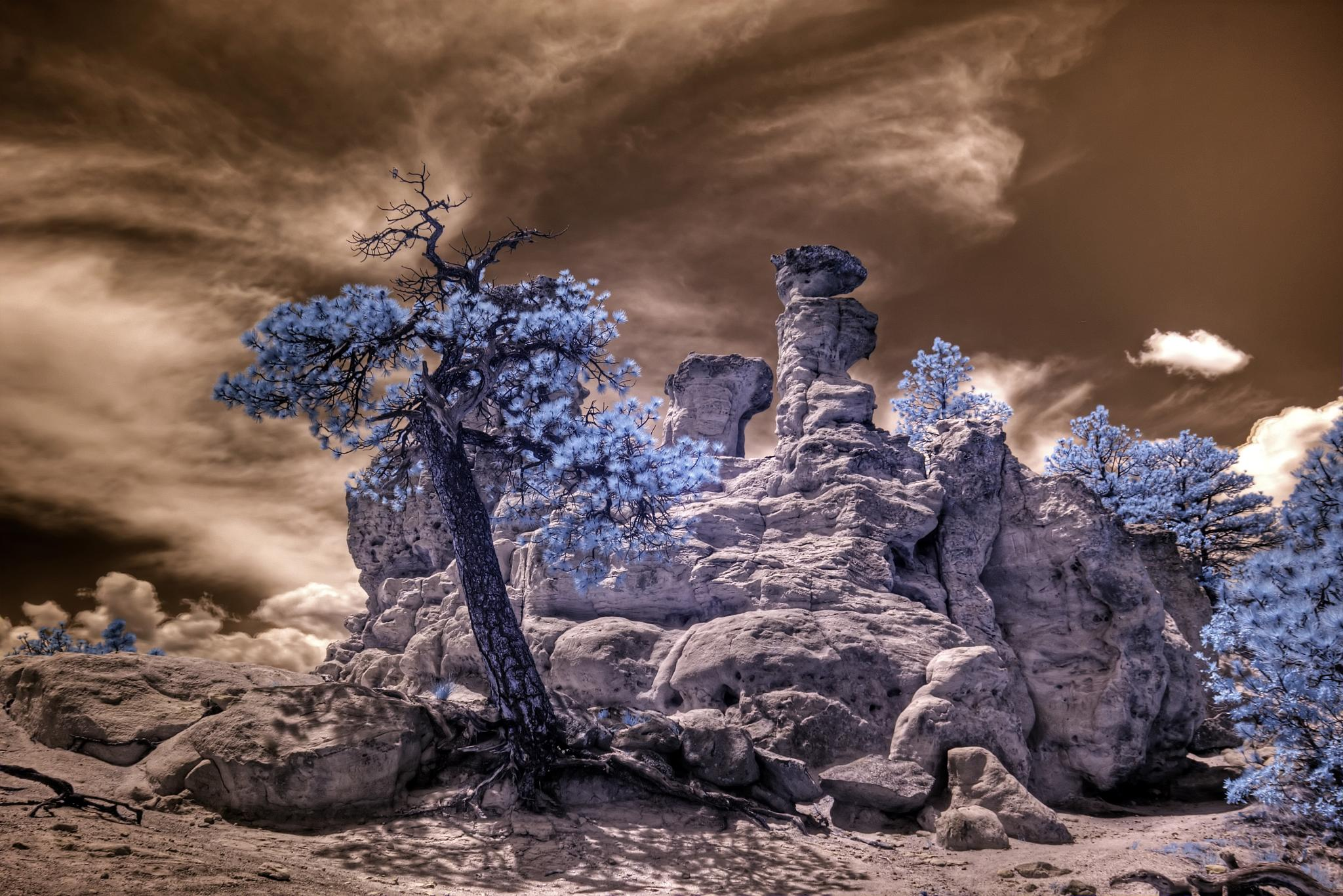
Immagine all'infrarosso HDR - Rock Park Colorado Springs.

L'High dynamic range (HDR) è un intervallo dinamico superiore a quello che è considerato l'intervallo dinamico standard (Standard Dynamic Range (SDR)). Il termine viene spesso utilizzato a proposito di display, fotografia, rendering 3D, registrazione sonora, immagine digitale e audio digitale. Il termine può essere applicato a un segnale analogico o digitale o ai mezzi per registrare, elaborare e riprodurre tali segnali.
Di seguito si riportano alcuni tipi di High dynamic range:
Visivi
- High dynamic range imaging (HDRI)
- High-dynamic-range video (HDR video)
- High dynamic range rendering (HDRR)

Sonori
- eXtended Dynamic Range (XDR) o Super Dynamic Range (SDR)
- Dynamic range compression (DRC)